# U-Bahnhof Dom/Hauptbahnhof
Der U-Bahnhof Dom/Hbf ist eine Station der Stadtbahn Köln. Der im Stadtteil Innenstadt gelegene U-Bahnhof wird von den Linien 5, 16 und 18 der Kölner Verkehrsbetriebe bedient. Er wurde im Jahr 1968 als erste unterirdische Station in Köln eröffnet, 2005 umgestaltet und verfügt über zwei Gleise. Der Ein- und Ausstieg wird über Seitenbahnsteige abgewickelt. Der U-Bahnhof zählt zu den am stärksten frequentierten Stationen der Kölner Stadtbahn. Die unterirdische Station hat zwei Zwischenebenen: eine führt zum Kölner Hauptbahnhof und zum Bahnhofsvorplatz/Trankgasse, auch mittels Aufzug. Dort gibt es Informations- und Verkaufsschalter der KVB und öffentliche Fernsprecher und einen weiteren Aufzug zum Hbf und ein KVB Kundenzentrum. Die andere Zwischenebene führt zum Kölner Dom und zur Basilika Sankt Andreas. Dort gibt es einen Kiosk und öffentliche Fernsprecher, jedoch keinen Aufzug.

## Lage

Gleisplan

Die Station liegt unterhalb der Trankgasse zwischen dem Kölner Dom und dem Kölner Hauptbahnhof. Entsprechend hat der U-Bahnhof auch zwei Ausgänge: Der Hauptausgang führt in die Haupthalle des Hauptbahnhofs, der Aufgang „Hohe Straße“ mündet direkt vor der Westfassade des Kölner Doms.
Es gibt im Westen auch noch einen Ausgang vor der Marzellenstraße und einen weiteren Ausgang am Andreaskloster vor der Basilika Sankt Andreas.
Der U-Bahnhof ist Teil des Innenstadttunnels und zusammen mit dem U-Bahnhof Breslauer Platz/Hbf eine von zwei Stadtbahnstationen neben dem Kölner Hauptbahnhof. Beide Stationen liegen an derselben Tunnelstrecke, die den Hauptbahnhof in einer 120°-Kurve unterfährt. Betreiber sind die Kölner Verkehrs-Betriebe (KVB), täglich verkehren dort rund 900 fahrplanmäßige Stadtbahn-Züge.

## Geschichte
Der U-Bahnhof wurde 1968 während des Baus des Innenstadttunnels als eine der ersten unterirdischen Stationen in Köln eröffnet. Damals war die Tunnelstrecke als U-Straßenbahn konzipiert worden. Als Vorleistung für eine spätere Nord-Süd-Stadtbahn war östlich der Haltestelle ein Tunnelstutzen mitgebaut worden, der über ein Gleisdreieck mit der Strecke verbunden war. Im Alltagsbetrieb wendete hier lange die Messelinie 14, die wegen der beschränkten Länge der Wendeanlage nur mit Einzelwagen fahren konnte. Mit der Verlegung der Linie 12 aus dem Innenstadttunnel auf die Ringe verschwand im Dezember 2003 die letzte Niederflur-Linie aus der Station Dom/Hbf. Seither wird der Verkehr ausschließlich mit Hochflur-Stadtbahnwagen durchgeführt.

### Umbau
Nachdem bereits 2004 der meistfrequentierte U-Bahnhof Neumarkt auf Hochbahnsteige umgebaut wurde, folgte Dom/Hbf 2005. Im Hinblick auf den Weltjugendtag im August 2005 wurde der ursprünglich für die Zeit der Sommerferien vorgesehene Umbau einige Wochen vorgezogen. Während der Woche um Fronleichnam Ende Mai war die Station deshalb komplett gesperrt, um den Umbau vor Beginn der Großveranstaltung fertigstellen zu können. Im Zuge des Umbaus wurde auch ein Aufzug von der Domplatte in die Zwischenebene eingebaut. Aufzüge von der Zwischen- auf die Bahnsteigebene wurden 2007/2008 nachgerüstet, womit der U-Bahnhof nun als barrierefrei gilt.
Der als Vorleistung für die Anbindung an die Nord-Süd-Stadtbahn dienende Tunnelstumpf am Ostende des Bahnhofes wurde im Zuge des Projektes ausgebaut. Diese Anbindung wird seit dem Fahrplanwechsel im Dezember 2012 von der Linie 5 befahren, die seitdem anstatt zum Reichenspergerplatz zur neu eröffneten Haltestelle Rathaus führt. Die Anbindung im Ostende der Haltestelle Dom/Hauptbahnhof ist niveaugleich.
2013 wurden im Kölner Dom Fahrten der Linie 5 von Dom/Hbf zum Rathaus gehört, gefühlt und seismographisch gemessen. Bis zum Einbau von Dämpfungselementen wurde für einige Monate die Höchstgeschwindigkeit für die Kurve zwischen Dom und Rathaus auf 20 km/h beschränkt.

## Linien
| Linie | Verlauf | Takt |
| ----- | --- | --- |
| 5     | Sparkasse Am Butzweilerhof – IKEA Am Butzweilerhof – Alter Flughafen Butzweilerhof – Rektor-Klein-Straße – Margaretastraße – Iltisstraße – Lenauplatz – Nußbaumerstraße – Subbelrather Straße/Gürtel – Liebigstraße – Gutenbergstraße – U Hans-Böckler-Platz/Bahnhof West – U Friesenplatz – U Appellhofplatz/Zeughaus – U Dom/Hbf – U Rathaus – U Heumarkt | 10 min |
| 16    | Niehl – Amsterdamer Straße/Gürtel – U Reichenspergerplatz – U Ebertplatz – U Breslauer Platz/Hbf – U Dom/Hbf – U Appellhofplatz (Breite Straße) – U Neumarkt – Barbarossaplatz – Chlodwigplatz – Ubierring – Marienburg – Rodenkirchen – Sürth – Godorf – Wesseling Nord – Wesseling – Wesseling Süd – Urfeld – Widdig – Uedorf – Hersel – Tannenbusch Mitte – Tannenbusch Süd – Propsthof Nord – Bonn West – U Bonn Hbf – U Universität/Markt – U Juridicum – U Bundesrechnungshof/Auswärtiges Amt – U Museum Koenig – U Heussallee/Museumsmeile – Ollenhauerstraße – Olof-Palme-Allee – Max-Löbner-Straße/Friesdorf – Hochkreuz/Deutsches Museum Bonn – U Wurzerstraße – U Plittersdorfer Straße – U Bonn-Bad Godesberg Bf – U Bad Godesberg Stadthalle | 10 min |
| 18    | Thielenbruch – Dellbrück – Holweide – Buchheim – U Bf Mülheim – U Mülheim Wiener Platz – Zoo/Flora – U Reichenspergerplatz – U Ebertplatz – U Breslauer Platz/Hbf – U Dom/Hbf – U Appellhofplatz (Breite Straße) – U Neumarkt – Barbarossaplatz – Eifelwall – Klettenberg – Efferen – Hürth-Hermülheim – Fischenich – Brühl-Vochem – Brühl Mitte – Badorf – Schwadorf – Walberberg – Merten – Waldorf – Dersdorf – Bornheim – Roisdorf West – Alfter – Dransdorf – Bonn West – Bonn Hbf | 10 min (Thielenbruch–Buchheim) 5 min (Buchheim–Klettenberg) 10 min (Klettenberg–Schwadorf) 20 min (Schwadorf–Bonn) |